# 3.ª etapa del Giro de Italia 2019
La 3.ª etapa del Giro de Italia 2019 tuvo lugar el 13 de mayo de 2019 entre Vinci y Orbetello sobre un recorrido de 220 km y fue ganada al sprint por el ciclista colombiano Fernando Gaviria del equipo UAE Emirates tras desclasificación por sprint irregular del ciclista italiano Elia Viviani. El ciclista esloveno Primož Roglič del Jumbo-Visma conservó la Maglia Rosa.

## Clasificación de la etapa
| \| Clasificación de la etapa \| Clasificación de la etapa \| Clasificación de la etapa \| Clasificación de la etapa \| Clasificación de la etapa \| \| Ciclista \| Ciclista \| Equipo \| Tiempo \| \| \| ------------------------- \| ------------------------- \| --------------------------- \| ------------------------- \| ------------------------- \| \| 1.º \| Fernando Gaviria \| UAE Team Emirates \| 5 h 23 min 19 s \| \| \| 2.º \| Arnaud Démare \| Groupama-FDJ \| + 0 s \| \| \| 3.º \| Pascal Ackermann \| Bora-Hansgrohe \| + 0 s \| \| \| 4.º \| Matteo Moschetti \| Trek-Segafredo \| + 0 s \| \| \| 5.º \| Giacomo Nizzolo \| Dimension Data \| + 0 s \| \| \| 6.º \| Jakub Mareczko \| CCC Team \| + 0 s \| \| \| 7.º \| Davide Cimolai \| Israel Cycling Academy \| + 0 s \| \| \| 8.º \| Manuel Belletti \| Androni Giocattoli-Sidermec \| + 0 s \| \| \| 9.º \| Christian Knees \| Team Ineos \| + 0 s \| \| \| 10.º \| Sacha Modolo \| EF Education First \| + 0 s \| \| |                  |                             |                 |
| |                  |                             |                 |
| Fuente: ProCyclingStats |                  |                             |                 |
| Clasificación de la etapa |                  |                             |                 |
| Ciclista | Ciclista         | Equipo                      | Tiempo          |
| 1.º | Fernando Gaviria | UAE Team Emirates           | 5 h 23 min 19 s |
| 2.º | Arnaud Démare    | Groupama-FDJ                | + 0 s           |
| 3.º | Pascal Ackermann | Bora-Hansgrohe              | + 0 s           |
| 4.º | Matteo Moschetti | Trek-Segafredo              | + 0 s           |
| 5.º | Giacomo Nizzolo  | Dimension Data              | + 0 s           |
| 6.º | Jakub Mareczko   | CCC Team                    | + 0 s           |
| 7.º | Davide Cimolai   | Israel Cycling Academy      | + 0 s           |
| 8.º | Manuel Belletti  | Androni Giocattoli-Sidermec | + 0 s           |
| 9.º | Christian Knees  | Team Ineos                  | + 0 s           |
| 10.º | Sacha Modolo     | EF Education First          | + 0 s           |

## Clasificaciones al final de la etapa

### Clasificación general(Maglia Rosa)
| \| Clasificación general \| Clasificación general \| Clasificación general \| Clasificación general \| Clasificación general \| \| Ciclista \| Ciclista \| Equipo \| Tiempo \| \| \| --------------------- \| --------------------- \| --------------------- \| --------------------- \| --------------------- \| \| 1.º \| Primož Roglič \| Team Jumbo-Visma \| 10 h 21 min 01 s \| \| \| 2.º \| Simon Yates \| Mitchelton-Scott \| + 19 s \| \| \| 3.º \| Vincenzo Nibali \| Bahrain-Merida \| + 23 s \| \| \| 4.º \| Miguel Ángel López \| Astana \| + 28 s \| \| \| 5.º \| Tom Dumoulin \| Team Sunweb \| + 28 s \| \| \| 6.º \| Rafał Majka \| Bora-Hansgrohe \| + 33 s \| \| \| 7.º \| Bauke Mollema \| Trek-Segafredo \| + 39 s \| \| \| 8.º \| Damiano Caruso \| Bahrain-Merida \| + 40 s \| \| \| 9.º \| Pello Bilbao \| Astana \| + 42 s \| \| \| 10.º \| Víctor de la Parte \| CCC Team \| + 45 s \| \| |                    |                  |                  |
| |                    |                  |                  |
| Fuente: ProCyclingStats |                    |                  |                  |
| Clasificación general |                    |                  |                  |
| Ciclista | Ciclista           | Equipo           | Tiempo           |
| 1.º | Primož Roglič      | Team Jumbo-Visma | 10 h 21 min 01 s |
| 2.º | Simon Yates        | Mitchelton-Scott | + 19 s           |
| 3.º | Vincenzo Nibali    | Bahrain-Merida   | + 23 s           |
| 4.º | Miguel Ángel López | Astana           | + 28 s           |
| 5.º | Tom Dumoulin       | Team Sunweb      | + 28 s           |
| 6.º | Rafał Majka        | Bora-Hansgrohe   | + 33 s           |
| 7.º | Bauke Mollema      | Trek-Segafredo   | + 39 s           |
| 8.º | Damiano Caruso     | Bahrain-Merida   | + 40 s           |
| 9.º | Pello Bilbao       | Astana           | + 42 s           |
| 10.º | Víctor de la Parte | CCC Team         | + 45 s           |

### Clasificación por puntos(Maglia Ciclamino)
| Clasificación por puntos | Clasificación por puntos | Clasificación por puntos | Clasificación por puntos | Clasificación por puntos |
| Ciclista                 | Ciclista                 | Equipo                   | Puntos                   |                          |
| ------------------------ | ------------------------ | ------------------------ | ------------------------ | ------------------------ |
| 1.º                      | Fernando Gaviria         | UAE Team Emirates        | 58 pts                   |                          |
| 2.º                      | Pascal Ackermann         | Bora-Hansgrohe           | 50 pts                   |                          |
| 3.º                      | Arnaud Démare            | Groupama-FDJ             | 49 pts                   |                          |
| 4.º                      | Elia Viviani             | Deceuninck-Quick Step    | 18 pts                   |                          |
| 5.º                      | Matteo Moschetti         | Trek-Segafredo           | 18 pts                   |                          |
| 6.º                      | Simon Yates              | Mitchelton-Scott         | 17 pts                   |                          |
| 7.º                      | Primož Roglič            | Team Jumbo-Visma         | 15 pts                   |                          |
| 8.º                      | Davide Cimolai           | Israel Cycling Academy   | 15 pts                   |                          |
| 9.º                      | Giacomo Nizzolo          | Dimension Data           | 14 pts                   |                          |
| 10.º                     | Miguel Ángel López       | Astana                   | 13 pts                   |                          |

### Clasificación de la montaña(Maglia Azzurra)
| Clasificación de la montaña | Clasificación de la montaña | Clasificación de la montaña | Clasificación de la montaña | Clasificación de la montaña |
| Ciclista                    | Ciclista                    | Equipo                      | Puntos                      |                             |
| --------------------------- | --------------------------- | --------------------------- | --------------------------- | --------------------------- |
| 1.º                         | Giulio Ciccone              | Trek-Segafredo              | 24 pts                      |                             |
| 2.º                         | François Bidard             | AG2R La Mondiale            | 6 pts                       |                             |
| 3.º                         | Primož Roglič               | Team Jumbo-Visma            | 4 pts                       |                             |
| 4.º                         | Łukasz Owsian               | CCC Team                    | 3 pts                       |                             |
| 5.º                         | Simon Yates                 | Mitchelton-Scott            | 2 pts                       |                             |
| 6.º                         | Koen Bouwman                | Team Jumbo-Visma            | 2 pts                       |                             |
| 7.º                         | Rafał Majka                 | Bora-Hansgrohe              | 1 pt                        |                             |
| 8.º                         | Paul Martens                | Team Jumbo-Visma            | 1 pt                        |                             |
| 9.º                         | Marco Frapporti             | Androni Giocattoli-Sidermec | 1 pt                        |                             |

### Clasificación de los jóvenes(Maglia Bianca)
| Clasificación del mejor joven | Clasificación del mejor joven | Clasificación del mejor joven | Clasificación del mejor joven | Clasificación del mejor joven |
| Ciclista                      | Ciclista                      | Equipo                        | Tiempo                        |                               |
| ----------------------------- | ----------------------------- | ----------------------------- | ----------------------------- | ----------------------------- |
| 1.º                           | Miguel Ángel López            | Astana                        | 10 h 21 min 29 s              |                               |
| 2.º                           | Hugh Carthy                   | EF Education First            | + 19 s                        |                               |
| 3.º                           | Pavel Sivakov                 | Team Ineos                    | + 33 s                        |                               |
| 4.º                           | Ben O'Connor                  | Dimension Data                | + 44 s                        |                               |
| 5.º                           | Robert Power                  | Team Sunweb                   | + 45 s                        |                               |
| 6.º                           | Fernando Gaviria              | UAE Team Emirates             | + 1 min 14 s                  |                               |
| 7.º                           | Nans Peters                   | AG2R La Mondiale              | + 1 min 17 s                  |                               |
| 8.º                           | Pascal Ackermann              | Bora-Hansgrohe                | + 1 min 19 s                  |                               |
| 9.º                           | Sam Oomen                     | Team Sunweb                   | + 1 min 19 s                  |                               |
| 10.º                          | Valentin Madouas              | Groupama-FDJ                  | + 1 min 24 s                  |                               |

### Clasificación por equipos"Super Team"
| Clasificación por equipos | Clasificación por equipos | Clasificación por equipos | Clasificación por equipos |
| Equipo                    | Equipo                    | Tiempo                    |                           |
| ------------------------- | ------------------------- | ------------------------- | ------------------------- |
| 1.º                       | Team Jumbo-Visma          | 31 h 04 min 44 s          |                           |
| 2.º                       | Bahrain-Merida            | + 15 s                    |                           |
| 3.º                       | Astana                    | + 28 s                    |                           |
| 4.º                       | Mitchelton-Scott          | + 36 s                    |                           |
| 5.º                       | Bora-hansgrohe            | + 41 s                    |                           |
| 6.º                       | Team Sunweb               | + 54 s                    |                           |
| 7.º                       | Deceuninck-Quick Step     | + 1 min 01 s              |                           |
| 8.º                       | EF Education First        | + 1 min 06 s              |                           |
| 9.º                       | UAE Team Emirates         | + 1 min 16 s              |                           |
| 10.º                      | Movistar Team             | + 1 min 40 s              |                           |

## Abandonos
Ninguno.